# Permosisyra paurovenosa
Permosisyra paurovenosa là một loài côn trùng trong họ Permithonidae thuộc bộ Neuroptera. Loài này được Martynova miêu tả năm 1952.